# 安哈尔特-阿舍斯莱本
安哈爾特-阿舍斯萊本（德語：Fürstentum Anhalt-Aschersleben）是短暫存在於神聖羅馬帝國的一個親王國，由阿斯坎尼家族統治，首府位於今德國薩克森-安哈爾特州的阿舍斯萊本。1252年至1315年間，它作為安哈爾特親王國的一個分支出現。

## 歷史

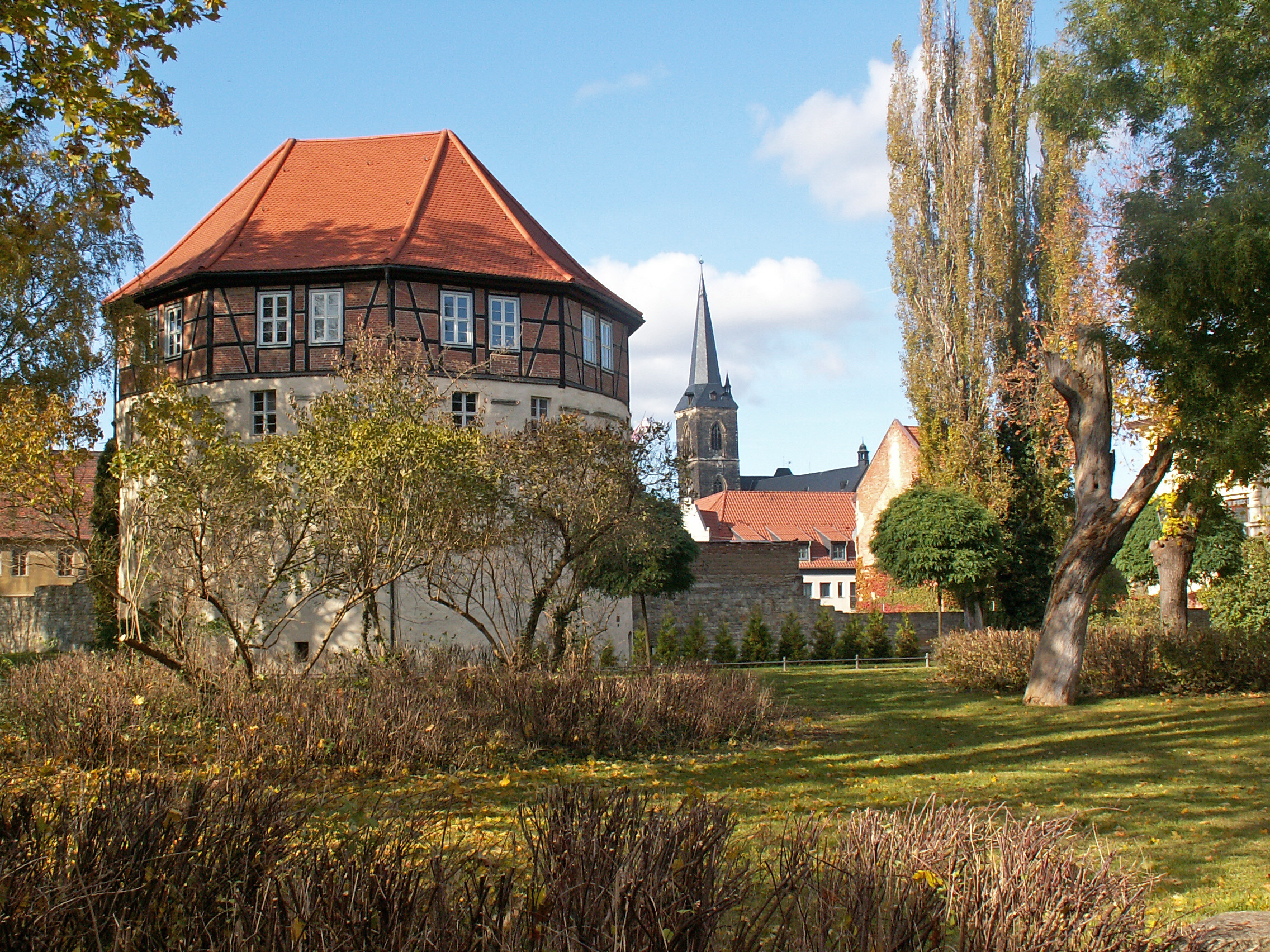
阿舍斯萊本

1252年，安哈爾特的領土被亨利一世的三個兒子們所瓜分，分裂為安哈爾特-阿舍斯萊本親王國、安哈爾特-貝恩堡親王國和安哈爾特-采爾布斯特親王國三個分支。「胖子」亨利二世是亨利一世的長子，自1244年起就已經一直與父親共治安哈爾特。在瓜分過程中，他選擇了阿斯坎尼家族位於哈茨山脈以北、鄰近阿舍斯莱本（Ascharia）周邊的家族起源地，並於1266年授予該地城鎮特權。
1315年，亨利的孫子奧托二世去世，無嗣而終。整個親王國－包括首府阿舍斯萊本－被其表親兼債權人，哈爾伯施塔特主教阿爾布雷希特（Albert of Halberstadt）奪去為其世俗封地。儘管一年後，阿斯坎尼家族於安哈爾特的另一分支，安哈爾特-貝恩堡的伯恩哈德二世正式承認了哈爾伯施塔特主教對該區的統治，但阿舍斯萊本仍成為之後其繼承者與哈爾伯施塔特主教之間發生數次衝突的起因。儘管如此，由此只終阿舍斯萊本都未有回歸阿斯坎尼家族，其一直都是教區的一部分。1648年，哈爾伯施塔特主教區被世俗化為哈爾伯施塔特親王國，其主要領地，包括安哈爾特-阿舍斯萊本領地的所有權益，都被改贈予勃蘭登堡-普魯士。

## 1252年至1315年間的安哈爾特-阿舍斯萊本親王
- 1252年–1266年 亨利二世
- 1266年–1304年 奧托一世
  - 1266年–1283年 亨利三世，奧托一世弟弟和共治者
- 1304年–1315年 奧托二世